# Kappkörning

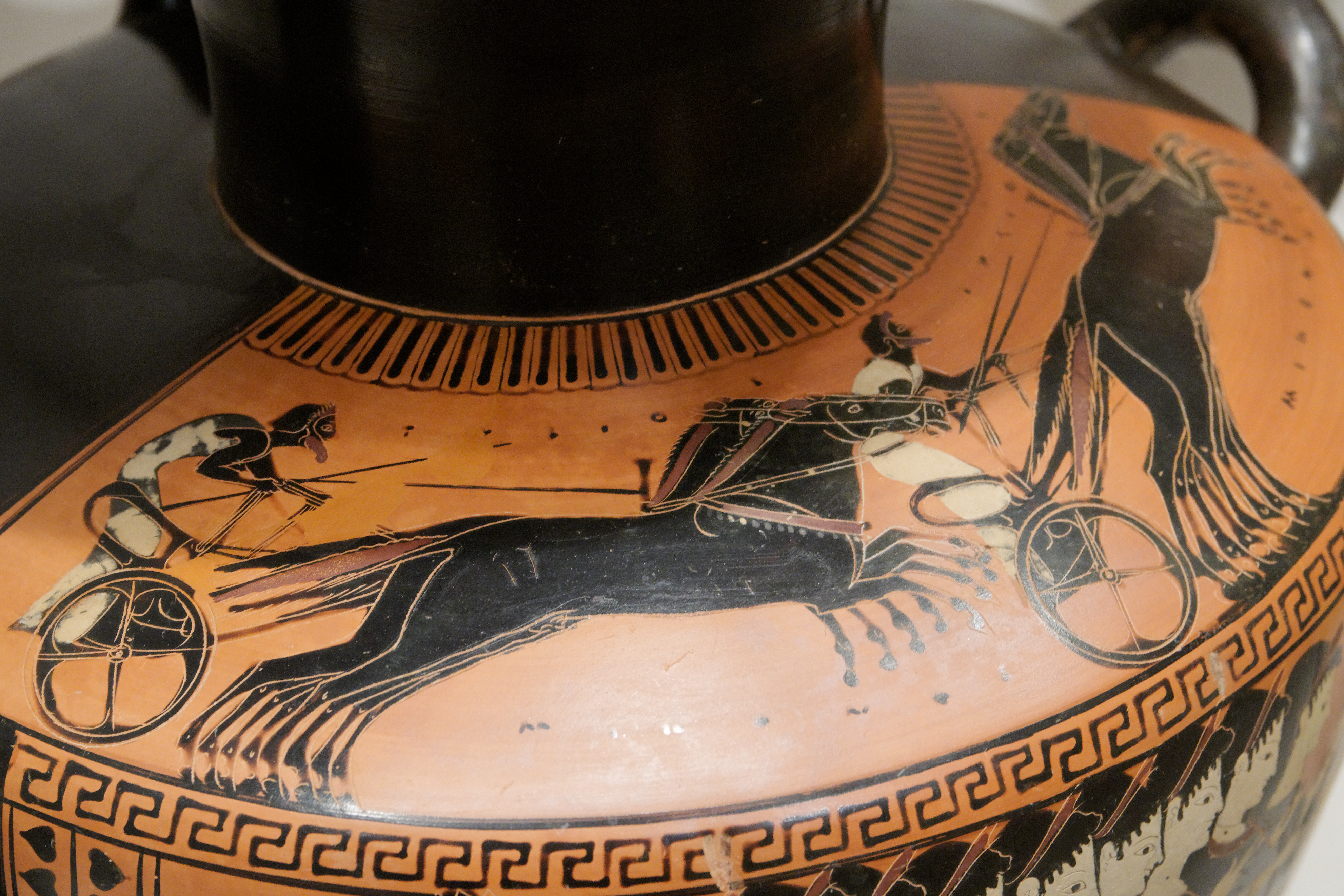
Grekisk kappkörning.

Kappkörning var en populär hästsport under  antiken. Den var i Grekland troligen den mest uppskattade av alla sportgrenar och förekom vid de grekiska festspelen och vid de Olympiska Spelen. I Greklands äldsta historiska tid brukade kappkörningar anordnas vid stormännens begravningar, vilka firades med stor prakt. I Homeros Iliaden (bok 22, vers 262 ff.) användes tvåspända vagnar (två hästar förspända framför vagnen) både i strid och till kappkörning.
Kappkörningen utvecklades som sport när användandet av  hästdragna stridsvagnar försvunnit ur militärt bruk. Sporten övertogs av etrusker, romare och bysantiner och kom över Italien till Irland, där den utgjorde den viktigaste delen av de fornirländska festspelen.  
Under 1600–1800-talen anordnades ibland kappkörningar på landsväg med vadslagning i Frankrike  och i Storbritannien, men i modern tid har kappkörning på bana i galopp inte förekommit.

## Om kappkörning
Den grekiska kappkörningsvagnen var en lätt, baktill öppen, tvåhjulig vagn, försedd med låga, oftast fyrekriga hjul. Kappkörning infördes med fyrspända vagnar 680 f.Kr. vid de Olympiska Spelen och de första kappkörningarna med tvåspända vagnar förekom 408 f. Kr. 
Kappkörningen ägde rum på en särskild bana, den så kallade hippodromen. Fyrspannen löpte banan runt tolv gånger (cirka 3,6 km), tvåspannen åtta gånger (cirka 2,4 km), och tvåspann med unghästar tre gånger (cirka 0,9 km). Kappkörningarna var farliga och kullkörningar och kollisioner var vanliga. Den farligaste punkten var vid vändpelaren vid hippodromens runda ända. 
Kappkörningsstallen ägdes av adeln, som hade stora jordegendomar, och av furstarna i de grekiska kolonierna, till exempel Syrakusa och Kyrene. Någon gång lät även en stad, till exempel Argos, på offentlig bekostnad hålla ett kappkörningsstall. Det förekom även, att kvinnor höll kappkörningshästar.